# Limnodriloides ascensionae
Limnodriloides ascensionae är en ringmaskart som beskrevs av Erséus 1982. Limnodriloides ascensionae ingår i släktet Limnodriloides och familjen glattmaskar. Inga underarter finns listade i Catalogue of Life.